# Dagmar Baumann
Dagmar Baumann (Essen, NRW, 2 juni 1960) is een Duits/Nederlands kunstschilderes en van 2006 tot 2024 docente aan de Willem de Kooning Academie. Ze woont en werkt in Rotterdam sinds 1989.
De schilderijen van Baumann gaan over de ervaring van het moment. Hierbij maakt ze gebruik van haar eigen handschrift, die ze ziet als "meest directe uitingsvorm van een betekenisvol spoor." Het handschrift vormt in haar werk de basis van een "schilderkunstig vocabulaire."

## Levensloop
Baumann studeerde aan de Fachhochschule Aachen en vervolgde haar beeldende kunst opleiding aan de Jan van Eyck Academie in Maastricht van 1987 tot 1989. In 1989 kwam ze naar Rotterdam, waar ze sindsdien woont en werkt.
In Rotterdam was Baumann onderdeel van het Duende ateliercollectief in de Tamboerstraat. In 2012 werd dat de Borgerstraat, waar ze onder andere in kunstenaarsgroep 004 Collective werkt. Ze was verbonden aan de Amsterdamse galerie Galerie van Wijngaarden, waarmee ze o.a. in 2002 op de KunstRAI Amsterdam heeft gestaan. In het jaar 2000 had ze een solo-expositie in TENT Rotterdam.
Naast haar autonome werk was Baumann sinds 1995 actief als docente schilderen. Ze is begonnen met een workshop schilderen in het kader van teambuilding in bedrijven. Van 2006 tot 2024 was ze docent beeldstudie en ideeontwikkeling aan de Willem de Kooning Academie in Rotterdam.

## Werk

### Motivatie
Het werk van Baumann gaat over handschrift en lijnvoering, de  karakteristieke wijze waarop een lijn worden gebruikt, bijvoorbeeld afwisselend, dun, eentonig, krachtig en/of nerveus. In een motivatie uit 2010 verklaarde ze zelf:
Mijn handschrift is de bron van het schilderkunstig gebaar. Het staat voor het fysieke, niet inwisselbare moment van de actie. Elke slinger representeert een ‘moment’. Laag voor laag voegt zich het beeld uit deze momenten tot een geheel. Evenwichtigheid en fragmentatie zijn even sterk aanwezig.
Op haar eigen website verklaarde ze (2006) eerder: 
Vroeger isoleerde ik alledaagse dingen (citroenen, eenden, sperziebonen, wolken) uit hun context en schilderde ze op een manier dat ondanks de overduidelijke aanwezigheid van het onderwerp toch de magie van het beeld, die zich manifesteerde door compositie en kleurgebruik de boventoon voerde. In de zeeën die erop volgden was reeds de kwaststreek zelf thema van het schilderij. Diepte, emotie, materie, oppervlak en het meditatieve karakter van de handeling hielden elkaar in evenwicht. Inmiddels is de kwaststreek uitgegroeid tot een eigen taal...

### Receptie
Begin jaren negentig was Dagmar Baumann een van de vertegenwoordigers van een nieuwe generatie beeldend kunstenaars. Bijvoorbeeld, in 1991, presenteerde ze haar werk in de Cruise Terminal Rotterdam tussen kunstenaars als Marjolijn van den Assem, Gerard Bellaart, Marrie Bot, Geert van de Camp, Otto Egberts, Ron van der Ende, Hedy Gubbels, Carel van Hees, Albert Kliest, Helena van der Kraan, Ine Lamers, llona Lénard, Henk de Looper, Maria Roosen, en Q.S. Serafijn.
Aan de hand van een expositie van schilderijen van Dagmar Baumann in Galerie Van Wijngaarden in Amsterdam, karakteriseerde het NRC Handelsblad (2003) haar werk als volgt:
Op het eerste gezicht lijken de schilderijen van de Duitse kunstenaar Dagmar Baumann (1960) aan te sluiten bij de abstract-expressionistische traditie uit de jaren veertig. Toch liet Baumann zich inspireren door de alledaagse realiteit. Het oppervlak van gebladerte, de bewegingen van het verkeer door een stad, een weg die als een lint door een berglandschap slingert – het zijn allemaal onderwerpen die de aanleiding kunnen vormen voor een schilderij.
Het werk van Baumann valt te vergelijken met het abstract expressionisme, een van oorsprong Amerikaanse moderne schilderstroming binnen de abstracte kunst van de 20e eeuw. Haar insteek is echter conceptueel (conceptuele Kunst) en verkent de mogelijkheden van het materiaal in relatie tot de geest. Het werk van Baumann is onder andere opgenomen in de collectie van Museum Boijmans Van Beuningen.

## Expositie, een selectie
- 1986 Sculptuur III, slot Pietersheim in Lanaken, België[9]
- 1990 Dagmar Baumann en Carien Vugts, dubbel-expositie. Galerie De Gele Rijder, Arnhem[10]
- 1993 Foto's van Wim Isphording. Werk van Dagmar Baumann, Irene Blume, Romy Finke en Jan Merx. Gemeentemuseum Roermond[11][12]
- 1993 Dagmar Baumann, schilderijen. Artotheek/Centrum Beeldende Kunst, Rotterdam[13]
- 2000 Solo-expositie, TENT Rotterdam
- 2001 KunstRAI Amsterdam, Galerie van Wijngaarden
- 2004 Dagmar Baumann en Ditty Ketting, Kunsthuis Theo Hübens, Maastricht
- 2004 Project Langdradig, Villa Zebra, Rotterdam
- 2004 Neuer Aachener Kunstverein, Aken, BRD
- 2006 Ladenkastproject, Galerie Phoebus, Rotterdam
- 2009 Serving the Facts, Trader’s Pop Gallery, Maastricht
- 2009 Smooth Operators, met Peter Redert en Noelle Cuppens, Pictura Dordrecht

## Publicaties, een selectie
- Betsy Green, Jan van Eyck Academie (Maastricht). Dagmar Baumann, Lizan Freijsen, Betsy Green, Carien Vugts. 1988.
- Dagmar Baumann, Sediment en sentiment, artistbook i.c.w. Nienke Terpsma, 2013.
- 2016 tot 2021 5 Borgerstraat Publicaties, 'At the same Place by Coincidence'